# Вирзилковці
Вирзи́лковці (болг. Вързилковци) — село у Великотирновській області Болгарії. Входить до складу общини Єлена.

## Населення
За даними перепису населення 2011 року у селі проживали 17 осіб.
Національний склад населення села:
| Національність   | Кількість осіб | Відсоток |
| ---------------- | -------------- | -------- |
| цигани           | 10             | 58,8%    |
| болгари          | 7              | 41,2%    |
| турки            | 0              | 0%       |
| інша             | 0              | 0%       |
| не визначились   | 0              | 0%       |
| Всього відповіли | 17             |          |

Розподіл населення за віком у 2011 році:
Динаміка населення: